# 30 يوما (فلم)
30 يومًا (بالإنجليزية: 30 Days) هو فيلم أكشن وإثارة نيجيري من تأليف وإخراج ميلدريد أوكوو. رُشِّح الفيلم للمنافسة على ثماني فئاتٍ في حفلِ توزيع جوائز الأكاديمية الأفريقية للأفلام لعام 2008 وخلاله تُوِّجت دجوك سيلفا على جائزة أفضل ممثلة مساعدة.

## طاقم التمثيل
| - جنيفيف نناجي - دجوك سيلفا - سيجون أرينزي - نتالو أوكوري | - تشيت أنيكوي - ناجيت ديدي - كالو إيكيجو | - نوبيرت يونغ - إيبيل أوكارو أونيوك - أكوي أونويميني - جبنجا ريتشاردز |